# Sleeps with Angels
Sleeps with Angels – album studyjny Neila Younga z grupą Crazy Horse nagrany pomiędzy listopadem 1993 r. a kwietniem 1994 r. i wydany przez firmę nagraniową Reprise w sierpniu tego samego roku.

## Historia i charakter albumu
Albumem tym Young pragnął powrócić do brzmienia z okresu After the Gold Rush.
Chociaż tylko jeden utwór tego albumu powstał po śmierci Kurta Cobaina, czyli tytułowy "Sleeps with Angels", to cała płyta jest ponura i ciemna. Wyjątkiem jest punkowej proweniencji "Piece of Crap". 
Ciekawą rzeczą jest, że dwa utwory "Western Hero" i "Train of Love" dzielą tę samą melodię, jednak posiadają różne słowa.

## Muzycy
Neil Young & Crazy Horse
- Neil Young – gitara, wokal, akordeon, pianino, flet, harmonijka,
- Frank Sampedro – gitara, wokal, basowa marimba, pianino, pianino Wurlitzera,
- Billy Talbot – gitara basowa, wokal, wibrafon,
- Ralph Molina – perkusja, wokal

## Spis utworów
| 1.  | My Heart              | 2:44    |
|     |                       |         |
| 2.  | #Prime of Life        | 4:04    |
|     |                       |         |
| 3.  | Driveby               | 4:44    |
|     |                       |         |
| 4.  | Sleeps with Angels    | 2:46    |
|     |                       |         |
| 5.  | Western Hero          | 4:00    |
|     |                       |         |
| 6.  | Change Your Mind      | 14:39   |
|     |                       |         |
| 7.  | Blue Eden             | 6:23    |
|     |                       |         |
| 8.  | Safeway Cart          | 6:32    |
|     |                       |         |
| 9.  | Train of Love         | 3:59    |
|     |                       |         |
| 10. | Trans Am              | 4:07    |
|     |                       |         |
| 11. | Piece of Crap         | 3:15    |
|     |                       |         |
| 12. | A Dream That Can Last | 5:31    |
|     |                       |         |
|     |                       | 1:02:44 |
|     |                       |         |

## Opis płyty
- Producent – David Briggs, Neil Young
- Inżynier dźwięku – John Hanlon
- Miksowanie – John Hanlon, David Briggs, Neil Young
- Inżynierowie-asystenci – Chad Blinman, Roland Alvarez
- Nagranie i miksowanie – The Complex Studios, West Lost Angeles, Kalifornia
- Data nagrania – 8 listopada 1993 r.–25 kwietnia 1994 r.
- Cyfrowy montaż i mastering – Joe Gastwirt
- Studio – Ocean View Digital
- Menedżer produkcji – Tim Foster
- Koordynator produkcji – Bettina Briggs
- Technik wzmacniaczy – Sal Trentino
- Technik gitar – Jim Homan
- Technik perkusji – Jerry Conforrti
- Kierownictwo – Elliot Robert/Lookout Management
- Długość – 62 min. 50 sek.
- Projekt – Elan Soltes i Jessica Narkunski/FX + Design
- Wideo – L.A. Johnson
- Firma nagraniowa – Reprise
- Numer katalogowy – W245310

## Listy przebojów

### Album
| Rok  | Lista         | Pozycja |
| ---- | ------------- | ------- |
| 1993 | Billboard 200 | 9       |

### Single
| Rok  | Singel             | Lista                             | Pozycja |
| ---- | ------------------ | --------------------------------- | ------- |
| 1994 | "Change Your Mind" | Billboard. Mainstream Rock Tracks | 18      |